# (73423) 2002 LG39
(73423) 2002 LG39 – planetoida z pasa głównego asteroid okrążająca Słońce w ciągu 3,39 lat w średniej odległości 2,26 j.a. Odkryta 10 czerwca 2002 roku.